# Cathariotrema selachii
Cathariotrema selachii är en plattmaskart. Cathariotrema selachii ingår i släktet Cathariotrema och familjen Monocotylidae. Inga underarter finns listade i Catalogue of Life.